# Let the Soil Play Its Simple Part
Let the Soil Play Its Simple Part je album americké skladatelky a zpěvačky Caroline Shaw a souboru Sō Percussion's z roku 2021. Album bylo nahráno 17. června a 8. - 11. října 2018 ve studiu Guilford Sound, Guilford ve Vermontu. Dodatečné nahrávky byly natočeny ve studiu skupiny Sō Percussion v Brooklynu 8.—9. ledna a 14. srpna 2019 a ve 48th St., New York, 10.—11. října 2019. Album vyšlo 25. června 2021 a bylo vydáno jako CD i jako vinylová LP deska.

## Seznam skladeb
| Pořadí | Název                             | Hudba         | Text                       | Délka |
| ------ | --------------------------------- | ------------- | -------------------------- | ----- |
| 1.     | To The Sky                        | Caroline Shaw | Anne Steele                | 4:00  |
| 2.     | Other Song                        | Caroline Shaw | Caroline Shaw              | 5:02  |
| 3.     | Let The Soil Play Its Simple Part | Caroline Shaw | Caroline Shaw              | 4:38  |
| 4.     | The Flood Is Following Me         | Caroline Shaw | Caroline Shaw, James Joyce | 2:58  |
| 5.     | Lay All Your Love On Me           | ABBA          | ABBA                       | 4:32  |
| 6.     | Cast the Bells in Sand            | Caroline Shaw | Josh Quillen               | 4:45  |
| 7.     | Long Ago We Counted               | Caroline Shaw | Caroline Shaw              | 3:27  |
| 8.     | A Gradual Dazzle                  | Caroline Shaw | Anne Carson                | 4:10  |
| 9.     | A Veil Awave Upon the Waves       | Caroline Shaw | James Joyce                | 3:21  |
| 10.    | Some Bright Morning               | Caroline Shaw | Albert E. Brumley          | 5:57  |

## Texty
Vedle vlastních textů Caroline Shaw jsou ve skladbách použity úryvky z následujících děl:
- Anne Steele: So Fades The Lovely, Blooming Flower (1760)[3][4]
- James Joyce: Odysseus (Ulysses, 1922), 3. kapitola, 11. kapitola[5]
- Benny Andersson a Björn Ulvaeus, píseň Lay All Your Love On Me je remake stejnojmenné písně skupiny ABBA z alba Super Trouper z roku 1980
- Josh Quillen
- Anne Carson: Hopper: Confessions, ze sbírky Men in the Off Hours (2000)[6]
- Albert E. Brumley: I'll Fly Away (1929)[7]

## Hudebníci
- Caroline Shaw, zpěv
- Sō Percussion:
  - Eric Cha-Beach
  - Josh Quillen
  - Adam Sliwinski
  - Jason Treuting
- Travis Laplante, saxofon v písni "Cast the Bells in Sand"[1]